# Euxoa dolis
Euxoa dolis là một loài bướm đêm trong họ Noctuidae.